# Naučná stezka Zlatá stezka – Prachatická větev
Naučná stezka Zlatá stezka – Prachatická větev je zaměřena na historii a archeologii historické obchodní cesty nazývané Zlatá stezka, seznamuje s dějinnými událostmi, které byly spojeny s provozem cesty, s rozkvětem i následnou stagnací míst při stezce. Naučná stezka byla vyznačena v roce 1998. V roce 2018 se tato naučná stezka stala součástí projektu Interreg s názvem Zlatá stezka – síť turistických cest na „Zelené střeše Evropy“, který vytvořil síť turistických tras o celkové délce 631 kilometrů v Bavorsku a v Čechách s třinácti přeshraničními cestami.

## Popis trasy
Naučná stezka Zlatá stezka Prachatická větev věrně kopíruje původní trasu solné stezky. Vychází z Prachatic od bývalé Horní brány u Štěpánčina parku, vede přes Volary do Českých Žlebů, které byly prastarým místem prvního odpočinku soumarů na české straně Šumavy. Dále pak pokračuje do Německa. Turistická trasa je žlutě značená a osazená dvanácti informačními tabulemi. Má délku 33 km.

### Zastavení 1 - Pasovská brána – počátek Zlaté stezky
Počátek naučné stezky je umístěn ve Štěpánčině parku u křižovatky ulic Solní, Hradební a Zlatá stezka. Do roku 1859 zde stávala Pasovská (Horní) brána, kterou se ve středověku vydávali soumaři z Prachatic do Pasova.  

### Zastavení 2 - Prachatický systém
Zastavení se nachází v blízkosti Fefrovských rybníčků, kde se mezi západním svahem Libína (1096 m) a východním svahem Černé hory (897 m) zachovaly nejvýraznější zbytky Prachatického systému Zlaté stezky. Jedná se o rozvětvené komplexy úvozových cest v několika souběžných nebo se vzájemně křižujících kolejích. 

### Zastavení 3 – Albrechtovice
Osada Albrechtovice byla jednou ze soumarských osad podél Zlaté stezky, které poskytovaly soumarům a jejich koním odpočinek, občerstvení a případně i nocleh. Poprvé byla zmiňovaná v roce 1456 jako součást panství hradu Hus, po vystěhování německého obyvatelstva po druhé světové válce osada prakticky zanikla a zbyla z ní pouze dvě stavení.

### Zastavení 4 - Dopravní uzel Zlaté stezky
Široká kotlina, v jejímž středu leží ves Blažejovice, byla skutečným dopravním uzlem prachatické větve Zlaté stezky. Stýkalo se tu a větvilo několik jejich směrů, což dokládají pozůstatky křižovatek, spojek a také tří přechodů přes vodní toky (dva přes Blanici a jeden přes Černý potok). Nedaleko odtud byl v roce 1341 pány z Janovic založen hrad Hus, který byl součástí obranného systému Zlaté stezky a jeho posádka střežila bezpečí soumarských karavan. Po husitských válkách se jej však zmocnila tlupa loupežného rytíře Habarta Lopaty z Hrádku a hrad byl roku 1441 dobyt a vypálen.

### Zastavení 5 - Blažejovický systém
Tento systém cest je dlouhý  téměř 2 km a rozpadá se do tří částí. Na severní části se nachází nejzřetelnější a nejlépe dochovaný pozůstatek Zlaté stezky na českém území vůbec. Vznikl pravděpodobně v první polovině 14. století při kolonizaci okolní liduprázdné krajiny a kdy nedaleko odtud vznikla soumarská osada Volary.

### Zastavení 6 – Volary
Volary se staly největší a nejvýznamnější soumarskou osadou na české straně Zlaté stezky. Po zániku Zlaté stezky v době přechodu panství do rukou Schwarzenberků (1719) se Volary z prosperující a rušné osady staly stagnující a bezvýznamnou vesnicí a jejich obyvatelé museli hledat nové zdroje obživy. Až v roce 1871 získaly Volary statut města. Díky pomalému stavebnímu se vývoji se tam až do roku 1946 dochoval největší ucelený soubor dřevěných domů ve střední Evropě. Několik zbylých dřevěných domů alpského typu je největší pozoruhodností Volar.

### Zastavení 7 - Soumarský most
Soumarský most překlenul Teplou Vltavu, největší vodní tok na prachatické větvi Zlaté stezky. Udržovala jej nejprve vyšehradská kapitula a později prachatičtí měšťané a to až do konce existence Zlaté stezky. Po třicetileté válce, v létě roku 1652 během kontrolní cesty shledal prachatický primátor se dvěma radními, že je starý most velmi poškozen a že jej nelze dále užívat. Prachatičtí proto se svolením Volarských postavili nad původním mostem most nový. Tento dřevěný most se dochoval až do roku 1937, kdy byl nahrazen betonovým mostem.

### Zastavení 8 - Volarské šance
Přímo na trase Zlaté stezky a nedaleko od Soumarského mostu se v lese dochovalo polní vojenské opevnění z počátku třicetileté války, které je dokladem toho, že Zlatá stezka byla v dobách válečných využívána jako vojenská komunikace.

### Zastavení 9 - Hrádek na Stožecké skále
Na úzkém ostrohu Stožecké skály byl k ochraně Zlaté stezky postaven malý strážní hrádek, vybudovaný pravděpodobně k ochraně mostu přes Vltavu. V nevelké vzdálenosti pod hrádkem stojí hojně navštěvovaná Mariánská poutní kaple.

### Zastavení 10 - Radvanovický systém
V délce dvou kilometrů se tu podél západní strany silnice od Soumarského mostu do Českých Žlebů táhne téměř souvislá úvozová cesta. Ve směru od Vltavy začíná asi 120 metrů před křižovatkou do Dobré a končí na kraji lesa nad Českými Žleby. V Českých Žlebech bývalo staré soumarské napajedlo, samotná osada však vznikla až počátkem 18. století po konci existence Zlaté stezky.

### Zastavení 11 - Hraniční most přes Mechový potok
České území opouštěla Zlatá stezka po starém mostě přes Mechový potok (Harlandbach) a na pasovské půdě začala stoupat na jih, do svahů hory Haidel (1167 m). Původní most byl dřevěný, v roce 1841 byl nahrazen současným kamenným. Po něm přecházela místním obyvatelstvem hojně používaná cesta z bavorského Bischofsreutu do Českých Žlebů.

### Zastavení 12 - Zlatá stezka v Bavorsku
V Bavorsku byla Zlatá stezka pod kontrolou samostatného církevního státečku středověké římské říše – Pasovského biskupského knížectví. Do jeho sídelního města Pasova připlouvaly po Innu lodě s nákladem soli z alpských ložisek. Na severním břehu Dunaje v pasovském předměstí Ilzstadt byla sůl naložena na hřbety soumarských koní a odtud vyrážely soumarské karavany po Zlaté stezce na sever. K významným soumarským osadám na německé straně Zlaté stezky patřily Waldkirchen, Freyung, Böhmzwiesel, Fürholz a později Grainet. Mezi městečky Waldkirchen a Röhrnbach se větvily tři trasy do českých cílových měst Prachatic, Vimperka a Kašperských Hor.